# Valverde (Fundão)
Valverde é uma localidade portuguesa do Município do Fundão que foi sede da extinta Freguesia de Valverde, freguesia que tinha 14,42 km² de área e 1 402 habitantes (2011), e, por isso, uma densidade populacional de 92,2 hab./km².
A Freguesia de Valverde foi extinta em 2013, no âmbito de uma reforma administrativa nacional, para, em conjunto com as Freguesias de Fundão, Donas, Aldeia de Joanes e Aldeia Nova do Cabo, formar uma nova freguesia denominada União das Freguesias de Fundão, Valverde, Donas, Aldeia de Joanes e Aldeia Nova do Cabo com a sede em Fundão.

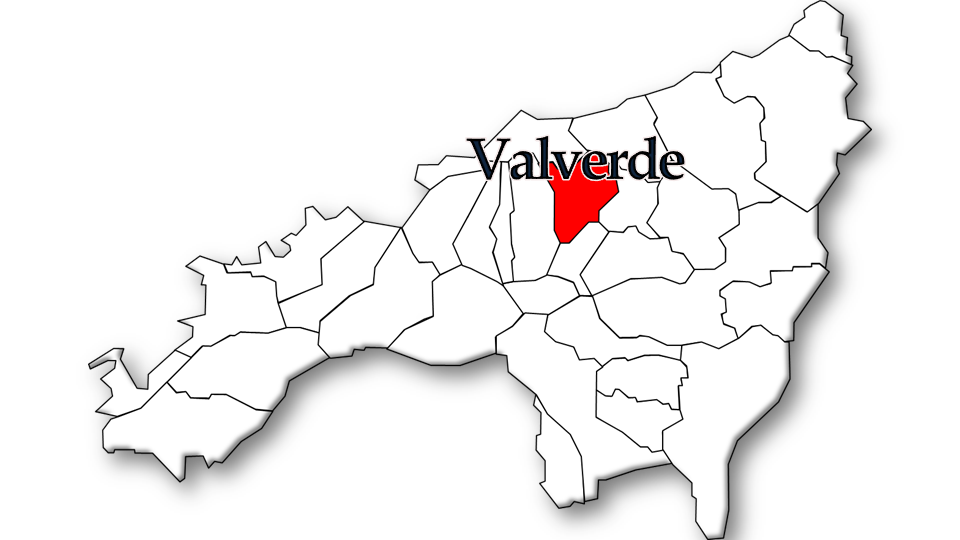
Localização no Município do Fundão

## População
| População da freguesia de Valverde | População da freguesia de Valverde | População da freguesia de Valverde | População da freguesia de Valverde | População da freguesia de Valverde | População da freguesia de Valverde | População da freguesia de Valverde | População da freguesia de Valverde | População da freguesia de Valverde | População da freguesia de Valverde | População da freguesia de Valverde | População da freguesia de Valverde | População da freguesia de Valverde | População da freguesia de Valverde | População da freguesia de Valverde |
| ---------------------------------- | ---------------------------------- | ---------------------------------- | ---------------------------------- | ---------------------------------- | ---------------------------------- | ---------------------------------- | ---------------------------------- | ---------------------------------- | ---------------------------------- | ---------------------------------- | ---------------------------------- | ---------------------------------- | ---------------------------------- | ---------------------------------- |
| 1864                               | 1878                               | 1890                               | 1900                               | 1911                               | 1920                               | 1930                               | 1940                               | 1950                               | 1960                               | 1970                               | 1981                               | 1991                               | 2001                               | 2011                               |
| 545                                | 578                                | 661                                | 805                                | 957                                | 894                                | 979                                | 1 086                              | 1 269                              | 1 359                              | 1 296                              | 1 285                              | 1 384                              | 1 422                              | 1 402                              |

## Património
- Ponte romana de Peroviseu[4]
- Capelas de S. Domingos e do Espírito Santo
- Cruzeiro da Igreja
- Fontes da Cal, da Mureta e da Galé
- Chafariz de S. Sebastião
- Casa quinhentista
- Sepulturas antropomórficas

## Pontos de interesse
- Jardim público
- Lugar do Açude Grande
- Praia fluvial